# Andrew South
Andrew South (* 22. Juni 1980) ist ein englischer Badmintonspieler. 

## Karriere
Andrew South gewann in England drei Juniorentitel, wobei er 1997 und 1998 im Mixed und im letztgenannten Jahr auch im Einzel erfolgreich war. 2001 qualifizierte er sich für die Badminton-Weltmeisterschaften. Dort startete er im Herreneinzel und wurde 33. in der Gesamtwertung.

## Sportliche Erfolge
| Saison | Veranstaltung                             | Disziplin    | Platz | Name                       |
| ------ | ----------------------------------------- | ------------ | ----- | -------------------------- |
| 1997   | England: Einzelmeisterschaft der Junioren | Mixed        | 1     | Andrew South / Alison Reed |
| 1998   | England: Einzelmeisterschaft der Junioren | Mixed        | 1     | Andrew South / Alison Reed |
| 1998   | England: Einzelmeisterschaft der Junioren | Herreneinzel | 1     | Andrew South               |
| 2001   | Weltmeisterschaft                         | Herreneinzel | 33    | Andrew South               |